# Liuzhai
Liuzhai (kinesiska: 刘寨, 刘寨镇) är en köping i Kina. Den ligger i provinsen Henan, i den centrala delen av landet, omkring 32 kilometer söder om provinshuvudstaden Zhengzhou. Antalet invånare är 42 442. Befolkningen består av 20 811 kvinnor och 21 631 män. Barn under 15 år utgör 16,0 %, vuxna 15-64 år 74 %, och äldre över 65 år 9,0 %.
Genomsnittlig årsnederbörd är 710 millimeter. Den regnigaste månaden är juli, med i genomsnitt 149 mm nederbörd, och den torraste är januari, med 4 mm nederbörd.